# 国鉄シキ500形貨車
国鉄シキ500形貨車（こくてつシキ500がたかしゃ）は、1960年（昭和35年）3月に日本国有鉄道（国鉄）浜松工場で1両のみ製作された100 トン積み低床式大物車である。国鉄が所有する貨車としては最大の荷重を持つ車両であった。私有貨車では、この車両が製作された時点で既にこれを上回る荷重のものが存在していた。
設計はシキ100形をベースにしたものとなっている。低床式の梁は、溶接構造で組み立てられている。全長は27,200 mm、低床部の長さは6,000 mm、低床部のレール面上高さは892 mmである。低床部を長くしたために幅は狭くなり、レール面上高さも高くなった。これが使い勝手を悪くしたとされる。台車は、板台枠式の三軸ボギー台車を合計4台車12軸備えた構成である。空気ブレーキはKD254形であった。
使い勝手が悪く使用頻度は低かった。日本貨物鉄道（JR貨物）へ承継されたが、1993年（平成5年）9月に廃車となった。